# Telestes
A Telestes a sugarasúszójú halak (Actinopterygii) osztályának pontyalakúak (Cypriniformes) rendjébe, ezen belül a pontyfélék (Cyprinidae) családjába tartozó nem.

## Rendszerezés
A nembe az alábbi 14 faj tartozik:
- Telestes beoticus (Stephanidis, 1939)
- Telestes croaticus (Steindachner, 1866)
- Telestes dabar Bogutskaya, Zupančič, Bogut & Naseka, 2012
- Telestes fontinalis (Karaman, 1972)
- Telestes karsticus Marić & Mrakovčić, 2011
- Telestes metohiensis (Steindachner, 1901)
- Telestes miloradi Bogutskaya, Zupančič, Bogut & Naseka, 2012
- Telestes montenigrinus (Vukovic, 1963)
- Telestes muticellus (Bonaparte, 1837) - típusfaj
- Telestes pleurobipunctatus (Stephanidis, 1939)
- horvát csabak (Telestes polylepis) Steindachner, 1866
- vaskos csabak (Telestes souffia) (Risso, 1827)
- hegyesfejű domolykó (Telestes turskyi) (Heckel, 1843)
- †Cetina-domolykó (Telestes ukliva) (Heckel, 1843)